# Gouvernement Giolitti I
Royaume d'Italie
di Rudinì I Crispi III
Le gouvernement Giolitti I (Governo di Giolitti I, en italien) est le gouvernement du royaume d'Italie entre le 15 mai 1892 et le 15 décembre 1893, durant les XVIIe et XVIIIe législatures du royaume d'Italie.

## Historique

### Contexte
Le gouvernement Giolitti I, intervient dans une période de la politique italienne dominée par Francesco Crispi, le gouvernement se situe avec celui de di Rudinì I entre les gouvernements de l'ère Crispi.
Le gouvernement Crispi II est mis en minorité en février 1891 à la suite d'une proposition de loi sur l'augmentation de la fiscalité et aussi à cause de sa politique extérieure très coûteuse,. Un gouvernement libéral-conservateur est d'abord formé par le marquis di Rudinì. Giolitti est lui nommé le 15 mai 1892.

### Formation
Après la démission du Gouvernement di Rudinì I en mai 1892, Giovanni Giolitti est chargé de former un gouvernement, il constitue un gouvernement avec des hommes de la gauche modérée, Giolliti est froidement accueilli par le parlement auprès duquel il fait figure d'homme nouveau, mis en place par le roi.

### Action
Dès son arrivée, Giolitti commence par s'assurer une majorité à la Chambre, il obtient en novembre 1872 la dissolution de la chambre des députés auprès du roi. Il prépare les élections de la nouvelle législature dans un style qui annonce déjà l'ère giolittienne, il multiplie les pressions sur les électeurs et sur les candidats, cette méthode lui permet d'obtenir 200 sièges d'avance sur l'opposition.
Giolitti doit gérer le mouvement des faisceaux siciliens, il laisse d'abord le mouvement se développer en espérant qu'il disparaisse naturellement, il refuse d'utiliser la force pour dissoudre les faisceaux, et n'autorise pas l'utilisation d'arme à feu contre les manifestations populaires. Malgré cette position, Giolitti reconnaît le besoin d'intervenir pour interrompre l'agitation ainsi il fait procéder à quelques arrestations et envoie des renforts militaires en Sicile, cependant à l'automne 1893, l'agitation populaire est hors de contrôle, à la limite de l'insurrection. Le refus du gouvernement d'intervenir par la force va entrainer le mécontentement des propriétaires qui vont demander la démission de Giolitti.
Giolitti travaille aussi sur la politique étrangère de l'Italie, il essaye d'améliorer les relations avec la France très tendues à l'été 1893 avec les attaques d'Aigues-Mortes et de Lyon.

### Démission
Le gouvernement est confronté à plusieurs problèmes notamment le scandale de la Banca Romana et l'insurrection en Sicile. C'est d'ailleurs à la suite de ce scandale que Giolitti démissionne du gouvernement bien qu'il ait été blanchi par la commission d'enquête, il lui est reproché d'avoir nommé le gouverneur de la banca Romana.

### Conséquences
À la suite de ce premier passage au pouvoir de Giolitti, Francesco Crispi est de nouveau nommé président du conseil des ministres et forme le gouvernement Crispi III. Giovanni Giolitti ne sera pas de nouveau président du conseil avant novembre 1903 avec le gouvernement Giolitti II.

## Composition
Composition du gouvernement
- Gauche historique

### Président du conseil des ministres
Giovanni Giolitti

### Liste des ministres
- Ministre des Affaires Étrangères : Benedetto Brin[11]
- Ministre de l'Agriculture, de l'Industrie et du Commerce : Pietro Lacava
- Ministre des Finances : 
  - Vittorio Ellena jusqu'au  7 juillet 1892
  - Bernardino Grimaldi du 7 juillet 1892 au 23 mai 1893
  - Lazzaro Cagliardo du 24 mai au 15 décembre 1893
- Ministre de la Justice : 
  - Teodorico Bonacci jusqu'au 24 mai 1893
  - Lorenzo Eula du 24 mai au 8 juillet 1893
  - Giacomo Arrnò du 8 juillet au 27 septembre
  - Francesco Santamaria-Nicolini du 27 septembre au 15 décembre
- Ministre de la Guerre : Luigi Pelloux
- Ministre de l'Intérieur : Giovanni Giolitti
- Ministre du travail public :
  - Francesco Genala jusqu'au 12 septembre 1893
  - Giovanni Giolitti à l'intérim du 12 septembre au 15 décembre 1893
- Ministre de la Marine :
  - Simon-Antoine Pacoret de Saint-Bon jusqu'au 28 septembre 1892
  - Benedetto Brin à l'intérim du 28 septembre au 8 décembre 1892
  - Carlo Alberto Racchia
- Ministre des Postes et des Télégraphes : Camillo Finocchiaro Aprile
- Ministre de l'Instruction Publique : Fernandino Bertini
- Ministre du Trésor : Bernardino Grimaldi